# Probopyrus ringuelti
Probopyrus ringuelti är en kräftdjursart som beskrevs av Verdi och Schuldt 1988. Probopyrus ringuelti ingår i släktet Probopyrus och familjen Bopyridae. Inga underarter finns listade i Catalogue of Life.